# یواس‌اس واشاکی (وای‌تی‌بی-۳۸۶)
یواس‌اس واشاکی (وای‌تی‌بی-۳۸۶) (به انگلیسی: USS Washakie (YTB-386)) یک کشتی بود که طول آن ۱۰۰ فوت ۰ اینچ (۳۰٫۴۸ متر) بود. این کشتی در سال ۱۹۴۴ ساخته شد.